# Wichry nocy
Wichry nocy – zbiór opowiadań z gatunku magii i miecza, autorstwa Karla Edwarda Wagnera. Tytuł oryginału: Night Winds (wyd. 1978). W Polsce ukazał się jako jeden z pięciu tomów wydanych w 1991 roku przez Phantom Press International Gdańsk. Ten zbiór opowiadań wydało także  wydawnictwo Amber.

## Zawiera opowiadania
- Odpływająca fala (tyt. oryg. Undertow) – tłumaczenie: Janusz Pultyn
- Zachód dwóch słońc (tyt. oryg. Two Suns Setting) – tłumaczenie: Marek Michewicz
- Mroczna muza (tyt. oryg. The Dark Muse) – tłumaczenie: Agnieszka Jankowska
- Ofiarowanie (tyt. oryg. Raven's Eyrie) – tłumaczenie: Sławomir Demkowicz-Dobrzański
- Odroczenie (tyt. oryg. Lynortis Reprise) – tłumaczenie: Magdalena Mosiewicz
- Ostatnia pieśń Valdesy (tyt. oryg. Sing a Last Song of Valdese) – tłumaczenie: Hanna Najdyhor